# Esther Altorfer
Esther Altorfer (* 8. Oktober 1936 in Lausanne; † 15. Juli 1988 in Bern) war eine Schweizer Künstlerin, die in Bern lebte und arbeitete. Sie gehörte zur regionalen Kunstszene der 1970er und 1980er Jahre und war bekannt für expressive, teils zerstörerisch angelegte Zeichnungen, Aquarelle, Collagen und Objektarbeiten.

## Leben und Werk
Esther Altorfer wuchs in einem Waisenhaus in Zürich-Wollishofen auf. Zwischen 1957 und 1959 absolvierte sie eine Ausbildung zur Keramikerin und Keramikmalerin bei Jakob Stucki in Langnau im Emmental. Ab 1963 lebte sie in Bern und arbeitete dort als freie Künstlerin.
1964 wurde sie von Harald Szeemann in die Ausstellung „25 Berner und Bieler Künstler“ in der Städtischen Galerie Biel aufgenommen – ein früher Höhepunkt ihrer künstlerischen Laufbahn. 1970 folgte eine Einzelausstellung in der Galerie Toni Gerber in Bern. Im Jahr 1971 nahm sie an der von Meret Oppenheim und Lilly Keller organisierten Ausstellung „Die andere Realität“ im Kunstmuseum Bern teil.
1972 reiste Altorfer nach Marokko und hielt sich bei Michael Buthe in Essaouira und Marrakesch auf. Nach ihrer Rückkehr in die Schweiz wurde sie in die psychiatrische Klinik Rheinau aufgenommen. In der Folge verbrachte sie mehrere Monate bei Meret Oppenheim in Carona im Tessin. Wiederkehrende Klinikaufenthalte in der Klinik Waldau prägten die späteren Jahre.
1974 erhielt sie das Louise-Aeschlimann-Stipendium. In den 1970er- und 1980er-Jahren fanden mehrere Einzelausstellungen in Bern statt, sowie eine Gruppenausstellung in der Klinik Waldau (1987).
Ihr Werk ist stilistisch heterogen, zwischen individueller Mythologie und Art brut angesiedelt. Sie arbeitete diskontinuierlich und zerstörte viele ihrer Arbeiten selbst. Wiederkehrende Materialien waren Tusche, Kugelschreiber und Filzstift auf einfachen Trägern wie Wellpappe, Halbkarton oder Packpapier. Die Arbeiten changieren zwischen zarter Poesie und expressiver Aggression, oft mit runenartigen Schriftzeichen, Durchstreichungen und nur spurenhaftem Text. Seltener entstanden Objekte aus Ton oder Assemblagen aus Alltagsmaterialien. Einige altarartige Arrangements in Marokko sind nur fotografisch dokumentiert.
Altorfer identifizierte sich mit der Schauspielerin Anna Magnani und der Dressurreiterin Christine Stückelberger. Sie verwendete die Pseudonyme „Jester“ und „Schneeesther“. 1969 trat sie in Fredi Murers Film „Swissmade“ auf, 1972 in „Stella da falla“ von Reto Salvodelli.

## Ausstellungen (Auswahl)
- 1964: Gruppenausstellung 25 Berner und Bieler Künstler, Städtische Galerie Biel (Kurator: Harald Szeemann)
- 1970: 1974, 1979 – Einzelausstellungen, Galerie Toni Gerber, Bern
- 1971: Die andere Realität, Gruppenausstellung im Kunstmuseum Bern
- 1975: Gruppenausstellung, Kunstmuseum Luzern (Kurator: Markus Raetz)
- 1980: Gruppenausstellung, Kunstmuseum Bern (Kurator: Heinz Brand)
- 1985: Einzelausstellung, Galerie c/o Suti, Bern
- 1987: Gruppenausstellung, Psychiatrische Klinik Waldau
- 1989: Retrospektive im Kunstmuseum Bern (posthum)
- 1991–1992: Visionäre Schweiz, Kunsthaus Zürich
- 2014: JESTER, Galerie Duflon & Racz, Bern[2]

## Nachlass
Seit 2013 wird der Nachlass von Esther Altorfer durch die Galerie Duflon & Racz in Bern betreut. Eine umfangreiche Einzelausstellung fand 1989 im Kunstmuseum Bern statt.